# ガウガメラの戦い
ガウガメラの戦い（ガウガメラのたたかい）は、ティグリス川上流、現在のイラク北部と推定されるガウガメラにおいて、紀元前331年10月1日に行われたアルゲアス朝（マケドニア王国）およびコリントス同盟の連合軍とアケメネス朝の戦いである。アレクサンドロス3世（大王）率いる連合軍（以下「マケドニア軍」）がダレイオス3世率いるペルシア軍を破った。アルベラの戦いともいう。なお、この戦いはガウガメラとアルベラ付近で起こったものであるが、主戦場がガウガメラだったため、厳密にはガウガメラの戦いが妥当である。

## 序幕
イッソスの戦いのあとの2年間にアレクサンドロスは地中海沿岸地方とエジプトを制圧した。その後彼はシリアからペルシア帝国の心臓部に攻め入り、ユーフラテス川とティグリス川を抵抗なしに渡った。ダレイオスは帝国中から軍勢を集め、大軍を編成。数でアレクサンドロスを打ち破ろうとし、現代の歴史家の推定では、ペルシア軍の軍勢は約20万人から25万人程度と考えられている。ダレイオスは自軍の数的優位と戦車隊を生かすことのできる平原を戦場に選んだ。

## ペルシア軍の規模
古代の記録では、アレクサンドロスの兵はマケドニアおよびコリントス同盟以外にトラキアなどの同盟諸国から合計7千人の騎兵と4万人の歩兵を数えたとされる。ダレイオスの軍勢については100万人とするものもあれば、25万人程度とするものもある。ダレイオスの軍勢は当時の軍の能力で効率的に補給を行える限度である5万人を超えなかったとする歴史家もいるが、10万人以上であった可能性もある。ある推定では、2万5千人のペルタスト、1万人の不死隊、2千人の重装歩兵、1千人のバクトリア兵、4万人の騎兵、200両の戦車、15頭の戦象がいたとされる。
ペルシア軍は数的にははるかに優勢だったが、質的にはマケドニア軍に劣った。マケドニア軍のファランクスはサリッサと呼ばれる6メートルの長さの槍で武装していた。ペルシア軍の歩兵は大半が訓練不足であり、装備でも劣った。ダレイオスの重装歩兵はギリシア人傭兵と、近衛兵である1万人の不死隊だけだった。ギリシア人傭兵はファランクスとして戦ったが、その槍は3メートルしかなく、不死隊の槍にいたっては2メートルしかなかった（訓練不足の兵士にいたずらに長い槍を与えても使用は不可能であり、槍の長さは同時に兵士の練度の指標でもある）。ダレイオスの残りの部隊の中ではアルメニア人部隊が最も重装備で、ギリシア人傭兵部隊と同程度だった。他の部隊ははるかに軽装で、アケメネス朝ペルシアの主要な武器である弓矢で武装していた。

## 両軍の配置

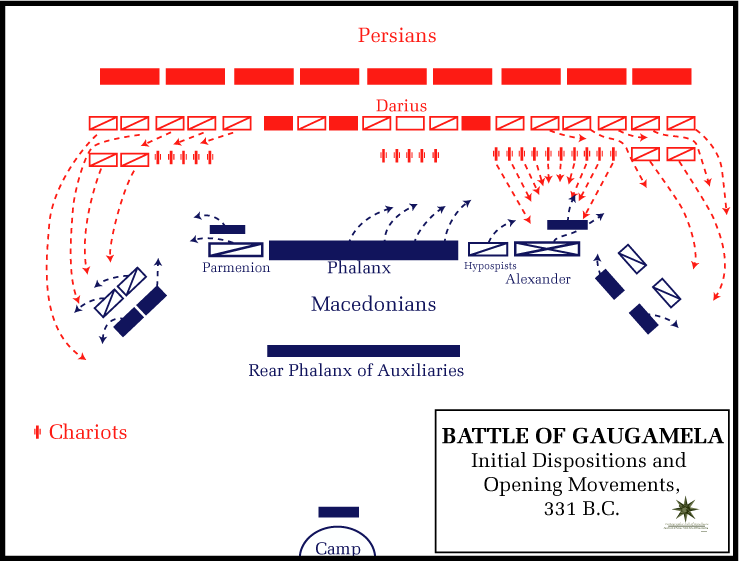
両軍配置（開戦前）

ペルシア軍は先に戦場に到着した。ダレイオスは事前に戦場の樹木を刈り払って戦車部隊の障害とならないようにしておいた。軍勢の中央にはダレイオスと最精鋭の歩兵部隊が布陣した。両翼は騎兵部隊であり、左翼をベッソス、右翼をマザイオスが指揮した。戦車隊は騎兵の前に配備された。
マケドニア軍は二手に分かれた。右翼はアレクサンドロス自ら指揮し、左翼はパルメニオンが指揮した。左翼が敵の攻撃を支えている間に右翼から決定的な打撃を与える計画であった。騎兵戦力はペルシア軍に5対1の比率で劣り、しかも布陣の長さは1マイル以上もペルシア軍の方が長いため、マケドニア軍がペルシア軍に包囲されるのは不可避に見えた。

## 緒戦
アレクサンドロスの戦術は歴史上でもまれなものだった。まずペルシア軍の騎兵をできるだけ多く引き付け、敵戦線に裂け目を作り出し、そこから中央のダレイオスを直接攻撃する計画だった。しかしこの戦術には完璧なタイミングと機動が要求され、大王自ら動く必要があった。マケドニア軍中央は前進したが、両翼は逆に45度の角度で後退し、ペルシア軍の騎兵の格好の標的となった。イッソスの戦いでの経験からダレイオスは最初に動きたくなかったが、このマケドニア軍の動きによって先に攻撃を仕掛けざるを得なくなった。まず戦車隊が攻撃を開始したが、マケドニア軍は戦車に対する防御戦術を編み出しており、この攻撃は効果がなかった。

## アレクサンドロスの決定的攻撃
ペルシア軍がマケドニア軍の両翼を攻撃するため進撃するのに応じて、アレクサンドロスも攻撃に出た。彼は自分の率いる部隊をくさび状に編成し、自ら突撃の先頭に立った。その後ろには援護のため軽装歩兵が続いた。アレクサンドロスは騎兵の大半を率いてダレイオスの前線と並行に移動し、戦場から離れていった。ダレイオスは前線の騎兵にアレクサンドロスを食い止めるように命じた。この騎兵はアレクサンドロスの後衛の軽装歩兵に防がれ、アレクサンドロスはペルシア軍に向かって急転回して、ベッソスの左翼とダレイオスの中軍の間にできた裂け目に突入した。
アレクサンドロスの騎兵は続いていまや弱体化したペルシア軍の中軍を襲い、ダレイオスの近衛兵とギリシア人傭兵部隊を撃破した。左翼のベッソスはダレイオスから切り離されてしまい、アレクサンドロスの騎兵に攻撃されるのを恐れて退却した。ダレイオスも包囲されるの恐れて退却したが、そのためペルシア軍の中軍は潰走することとなった。

## マケドニア軍左翼正面の状況

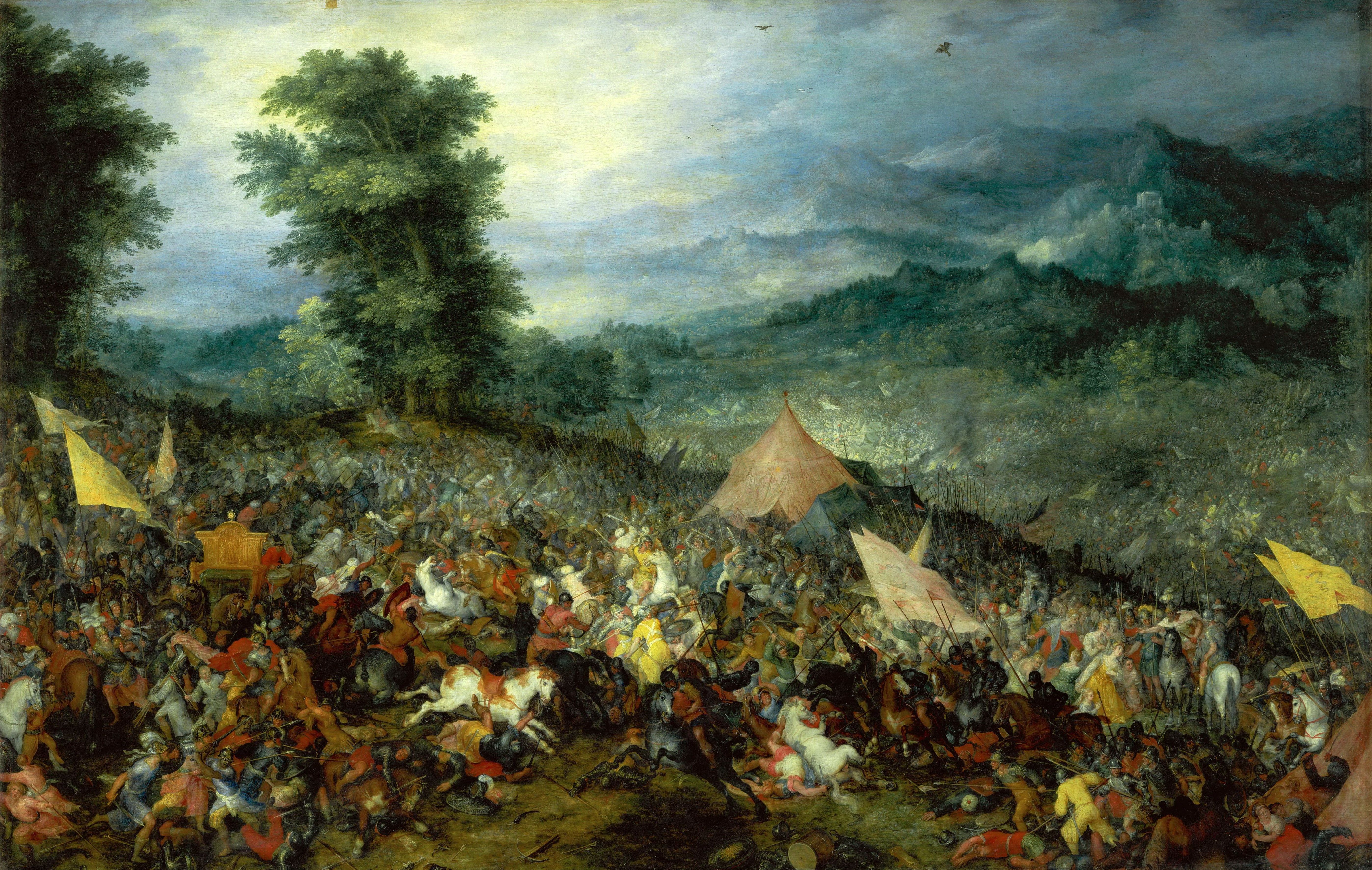
ガウガメラの戦い（ヤン・ブリューゲル）

アレクサンドロスはダレイオスを追撃するつもりだったが、パルメニオンから必死の救援を求める伝令に接した。マケドニア軍が崩壊する危険を犯してまで追撃を続けるか、左翼を救援するかの選択に迫られたアレクサンドロスは結局パルメニオンを救援し、その後でダレイオスを追撃することにした。
マケドニア軍の左翼と中央の間に大きな裂け目ができており、ペルシア軍の中央にいたペルシア騎兵とインド騎兵はその裂け目からマケドニア軍の戦線を突き破ったが、彼らは背後に回りこむよりも、マケドニア軍の宿営地に進軍して物資を略奪するほうを選んだ。
ダレイオスの中軍が崩壊したので、マザイオスもベッソス同様退却を始めたが、彼の部隊はまもなく潰走状態となった。

## 戦後処理
戦闘が終わると、パルメニオンの部隊はペルシア軍の補給部隊を制圧する一方、アレクサンドロスはダレイオスを追撃したが、ダレイオスはベッソスらと合流して逃れることができた。アレクサンドロスはバビロンに入り、まもなく大王と称することになる。ダレイオスは東部で軍を再編成しようとしたが、ベッソスに裏切られて殺された。ここにアケメネス朝は滅びた。

## 参考図書
1. ↑  日本大百科全書(ニッポニカ) 小学館

- 『歴史群像No64ガウガメラの戦い』学習研究社、2004年